# Федюнькино
Федю́нькино — деревня в Наро-Фоминском районе Московской области, расположенная на территории сельского поселения «Веселёвское». Здесь находится исток реки Ратовка (приток Протвы). Деревня располагается в 5 километрах к западу от центра сельского поселения и связана с ним грунтовой автодорогой. После Федюнькино эта же дорога резко сворачивает на юг, проходит через Новозыбинку, Нечаево, Носово и возвращается на трассу «Верея — Медынь». По данным Всероссийской переписи 2010 года численность населения деревни составляет 2 человека.